# Dom-fafe

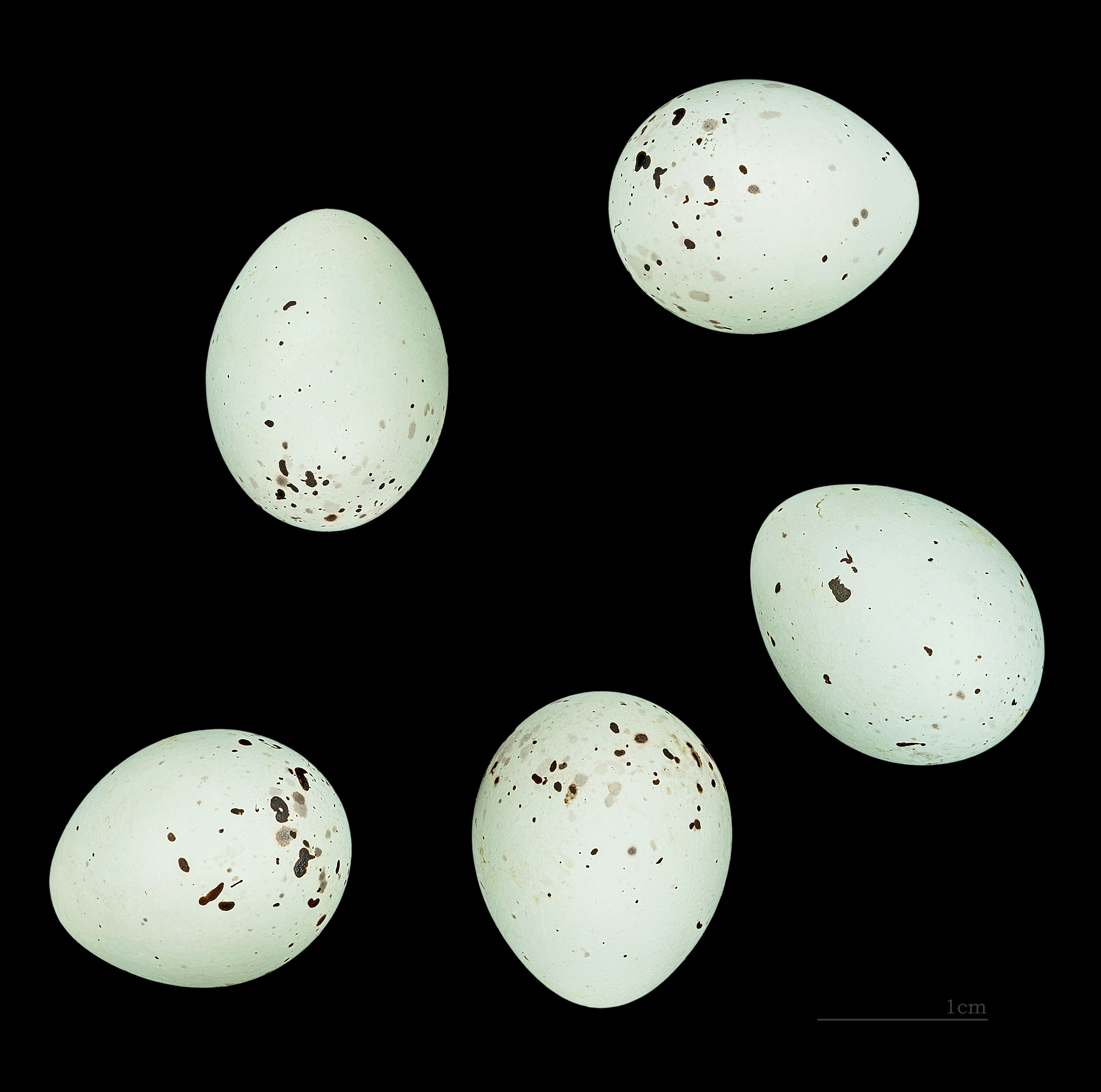
Pyrrhula pyrrhula europoea MHNT

O dom-fafe (Pyrrhula pyrrhula) é uma pequena ave passeriforme da família dos fringilídeos.

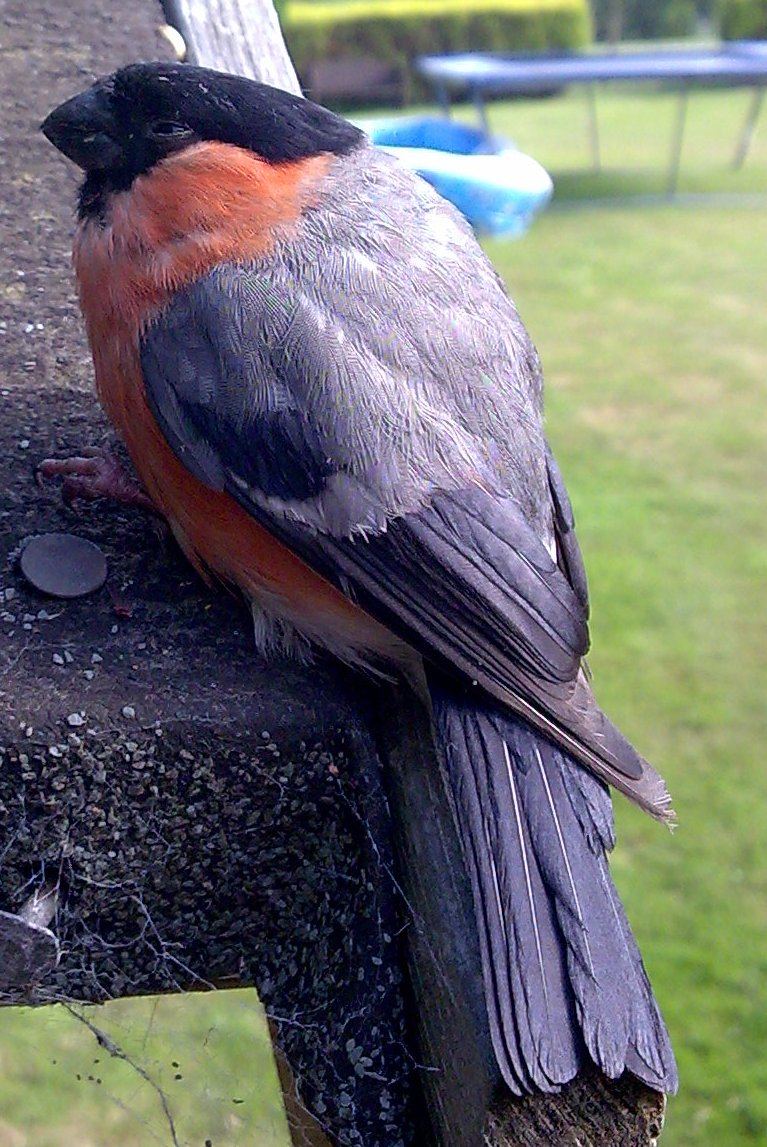
Macho

O priolo foi considerado uma subespécie do dom-fafe mas presentemente é reconhecido com uma espécie distinta.

## Nomes comuns
Dá ainda pelos seguintes nomes comuns: pimpalhão-da-índia, pintalhão, pisco-chilreiro, tentilhão-da-índia e cardeal (não confundir com o Dryobates major hispanus, que com ele partilha este nome comum).

## Etimologia
O nome «dom-fafe» trata-se de um aportuguesamento do substantivo alemão  Dompfaff, que significa «toutinegra» ou «pisco» e que terá entrado no vocabulário português por volta do séc. XIX.
Antes do séc. XIX, de acordo com António de Almeida, o nome mais comummente utilizado era «pisco-chilreiro». É ainda de assinalar que, de acordo com J.A. Reis, no início do sec. XX, o nome «pimpalhão-da-Índia», por seu turno, era o mais comummente utilizado na região do Minho.

## Descrição
Não há dimorfismo sexual muito expressivo. Com efeito, o macho destaca-se pela coloração entre o laranja-avermelhado e o cor-de-rosa no peito e nas partes inferiores, em contraste com a tonalidade entre o cinzento e o castanho nas partes superiores. A isto acresce uma mancha negra, à guisa de barrete, no topo da cabeça, que combina com o bico brevirrostro, também preto.
A fêmea, por seu turno, exibe um padrão cromático em tudo semelhante ao do macho, mas menos garrido.

## Distribuição
Reproduz-se em toda a Europa e na zona temperada da Ásia. É geralmente residente, mas muitas aves do norte migram para o sul durante o inverno.

### Portugal
Nidifica em Portugal, restringindo a sua presença, mormente, às serranias no Norte do país. A este título, assinalam-se como pontos de observação conhecidos: a serra da Arda, a serra da Peneda, o Gerês, a serra do Montesinho e do Alvão, o cabo Espichel e a serra de Monchique.
Durante o Outono e o Inverno, aquando da chegada das vagas migratórias, provindas do Norte da Europa, vai marcando presença no país fora das zonas de nidificação habituais, se bem que em números poucos expressivos.

## Ecologia
Preferem um habitat de bosque com coníferas, se bem que também podem ser avistadas em parques e jardins de árvores frondosas. Constroem os ninhos em arbustos ou árvores, pondo 4 a 7 ovos. Alimentam-se principalmente de sementes e rebentos de árvores de fruta, o que os torna particularmente nocivos em pomares.